# Desktop publishing

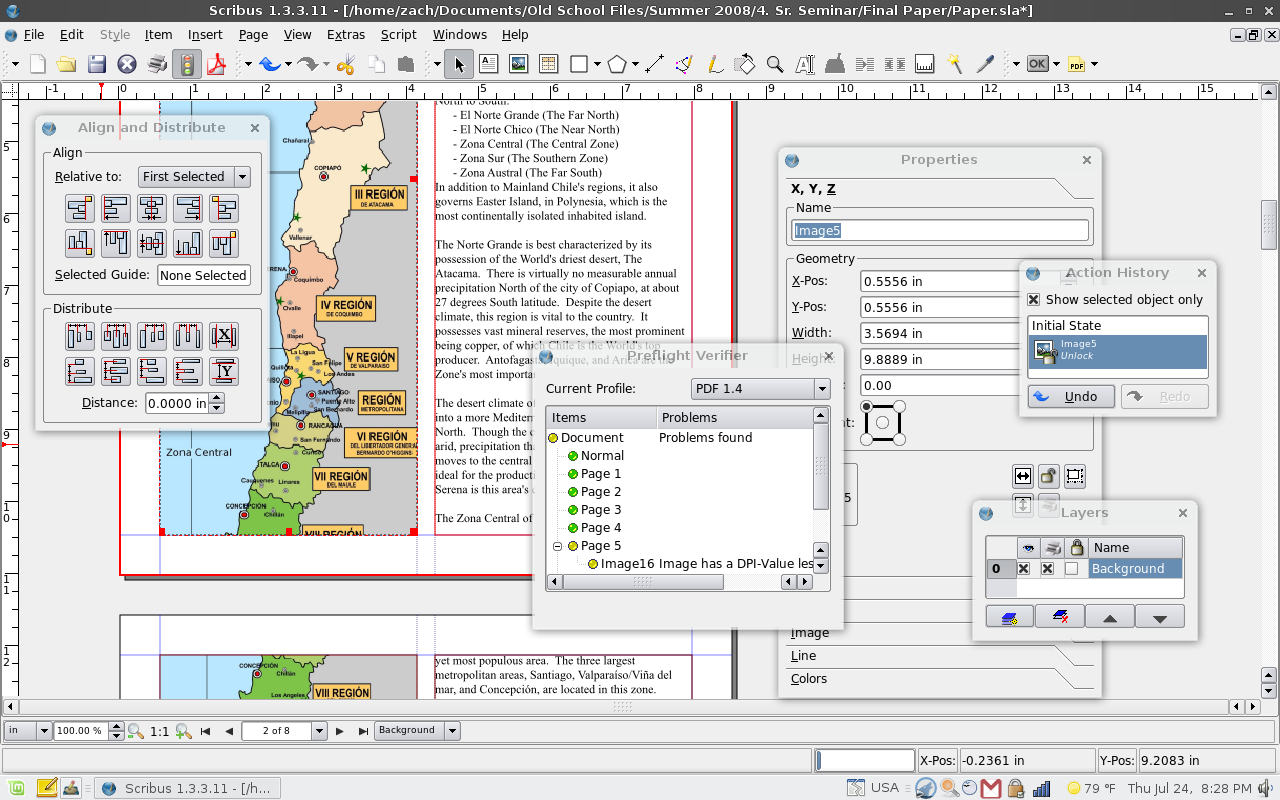
Scribus, ett Desktop publishing-program som bygger på öppen källkod.

Desktop publishing eller DTP är datorstödd layout av tidningar, böcker och andra trycksaker "utan traditionella 'klipp och klistra'-metoder". Metoden att använda datorer för att formge trycksaker med datorprogram i så kallat WYSIWYG-version blev vanligare från mitten av 1980-talet. DTP kombinerar text, grafik, bilder och andra visuella element.
Vanliga DTP-program är Quarkxpress, Adobe Indesign, Adobe Pagemaker, Corel Ventura och Scribus. Ett av de vanligaste dokumentformaten är Encapsulated PostScript (EPS) som håller reda på rätt format på upplösning, sidlayout och typsnitt. Ett annat vanligt format för till exempel leverans av tryckunderlag är Portable Document Format (PDF), som kan sägas vara en kompakt version av PostScript.
Termen Desktop publishing myntades i mitten av 1980-talet av Paul Breinerd, då president för Aldus Corporation (som skapade Pagemaker).